# Samisk trumma

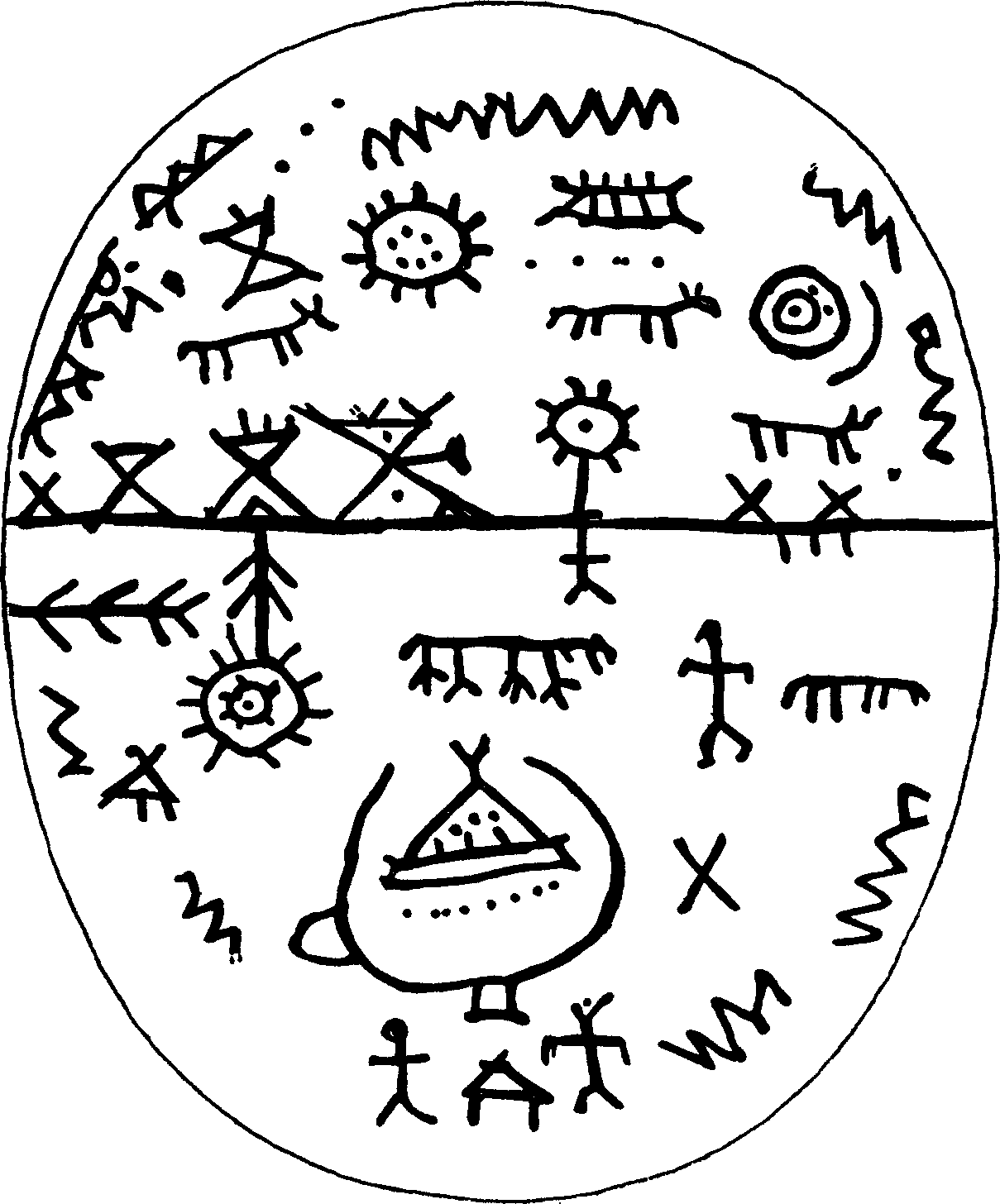
Samisk trumma (goabdes) från lulesamiskt område; nu i Cambridge.

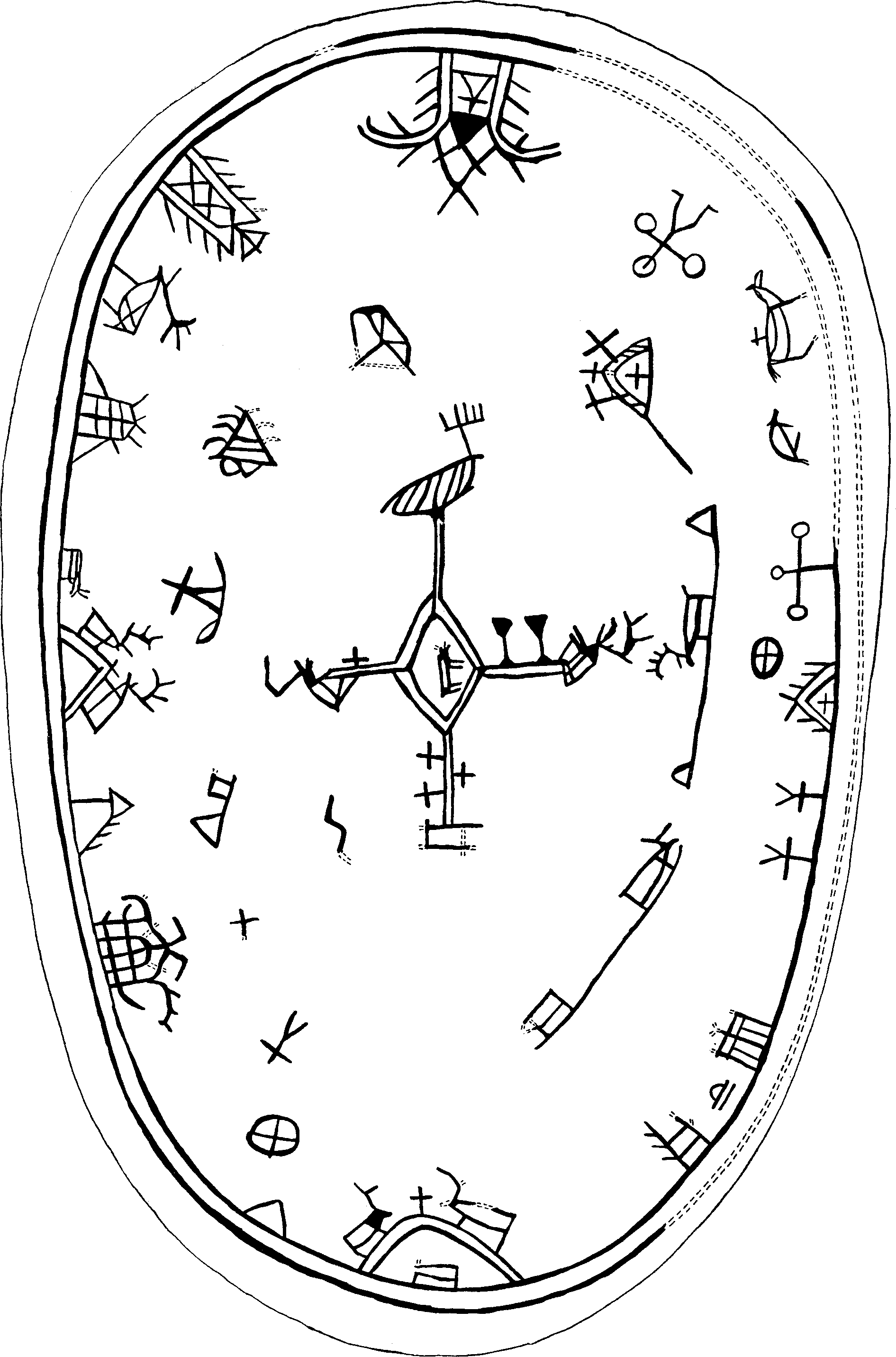
Samisk trumma (gievrie) från sydsamiskt område; en av 26 som samlades in i Åsele 1725; nu i Nordiska Museet

Den samiska trumman, spåtrumman, nåjdtrumman eller shamantrumman (lulesamiska: Goabdes, nordsamiska: Goavddis alternativt meavrresgárri, sydsamiska: Gievrie), är en ceremonitrumma som har en central roll inom traditionell samisk religion och länge funnits förankrad i det samiska livet och kulturen.

## Funktion
Trumman spelade en stor roll i det förhistoriska schamanistiska samhället och hade i två funktioner. För nåjden, den samiske schamanen, var den ett instrument som hjälpte honom eller henne att försätta sig i trans. Under transen kunde nåjden färdas till andra världar, till gudarnas värld eller till andra platser som önskades besökas. Trumman kunde också vara ett instrument med vars hjälp man tydde framtiden.

## Konstruktion

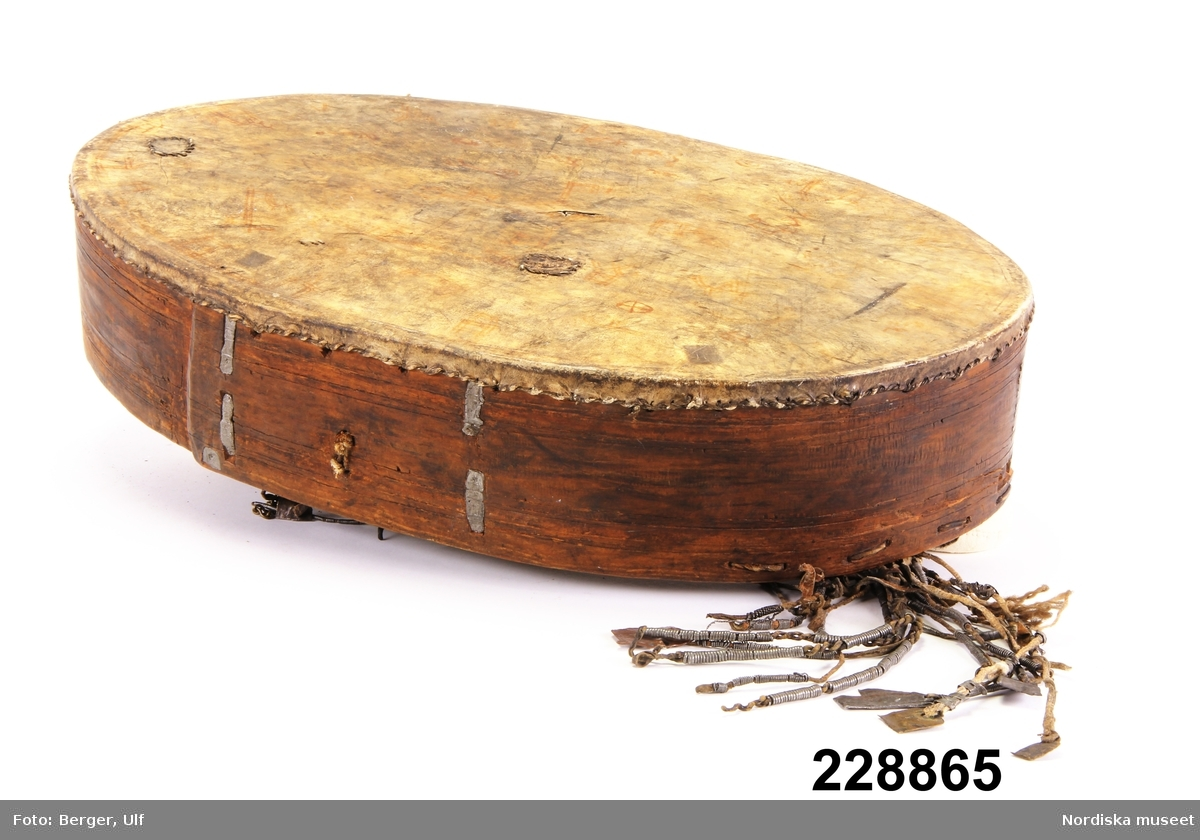
Samisk trumma av ramtrummekonstruktion.

Trumman var konstruerad av trä med ett spänt renskinn över sig. Skinnet var utsmyckat med motiv som symboliserade den världsbild människorna hade, med gudar och olika dimensioner. Det finns övergripande två olika sorters trummor: ramtrummor och skåltrummor. Skåltrummorna återfinns till skillnad från ramtrummorna inte hos några andra än samerna. Ytterligare finns det en tredje sorts trumma som är en version av ramtrumman. De samiska trummorna var inte konstruerade av vilket material som helst, skåltrummor tillverkades av träd som hade växt avsides valdes ut. Ramtrummorna tillverkades av vril. För att slå på trumman användes en slags trumpinne, som var gjord av trä, ben eller horn. Trumman var utförd som en ramtrumma i sydsamiska områden, och som en skåltrumma i nordsamiska områden. Ramtrumman tillverkas av en träram som tillverkas ur en smal trälist som böjs till sin form och sedan förses med ett trumskinn. Skåltrumman tillverkas ur en trävril som urholkats.[källa behövs]

## Etymologi
Den samiska trumman har flera namn, både på svenska och de olika samiska dialekterna. På svenska har den samiska trumman genom åren gått under flera olika beteckningar, bland annat "trolltrumma". Denna benämning anses dock idag vara nedsättande då det var ett namn som prästerna gav trumman utifrån sin syn på trumman som något främmande och icke-kristet. "Trumpinnen", eller den så kallade hammaren som används till att slå på trumman heter viehtjer på lulesamiska.

## Symbolerna
Skinnet målas ofta med figurer ur den samiska mytologin. ”Trummans figurer visar den värld man rörde sig i. Här finns de viktigaste djuren avbildade; vild- och tamrenen, rovdjuren som hotar dem. Här blir näringarna tydliga; jakten, fisket med båt och nät och renskötseln. Fjäll och sjöar syns. Människor, gudar och gudinnor, liksom vistet med kåtor och förrådsbodar. Figurerna visar och den främmande religionen och samhället som börjat tränga på. Kyrkor och hus vittnar om den tid av omvälvning som många levde i.” Vanliga symboler på trumman är Fadern (Radien-attje), Modern (Radien-akka), Sonen (Radien-pardne), Väraldenolmai, Leibolmai, Tiermes, Horagalles, Vädergud, Bieggolmai, nåjden, Sarakka, Uksakka, Juksakka, Rota, Jabmeaimo, torvkåta, klykstångskåta, viste, bågstångskåta, kyrka, förråd, grav, njalla, luovvi, offerlave, Peive, Ailekesolmak, trollskott, ren, björn, älg och varg

## Kyrkans syn
Ofta benämnde kristna präster ceremonitrummorna som ”djävulska” redskap, och öknamnet trolltrumma uppkom för att uppmärksamma trummans hedniska ursprung. Användandet av sådana var ett brott, och fällande dom innebar vanligtvis dödsstraff. Flera trummor beslagtogs under tvångskristnandet av samerna och uppskattningsvis finns ett 70-tal kvar i Europa.[källa behövs]

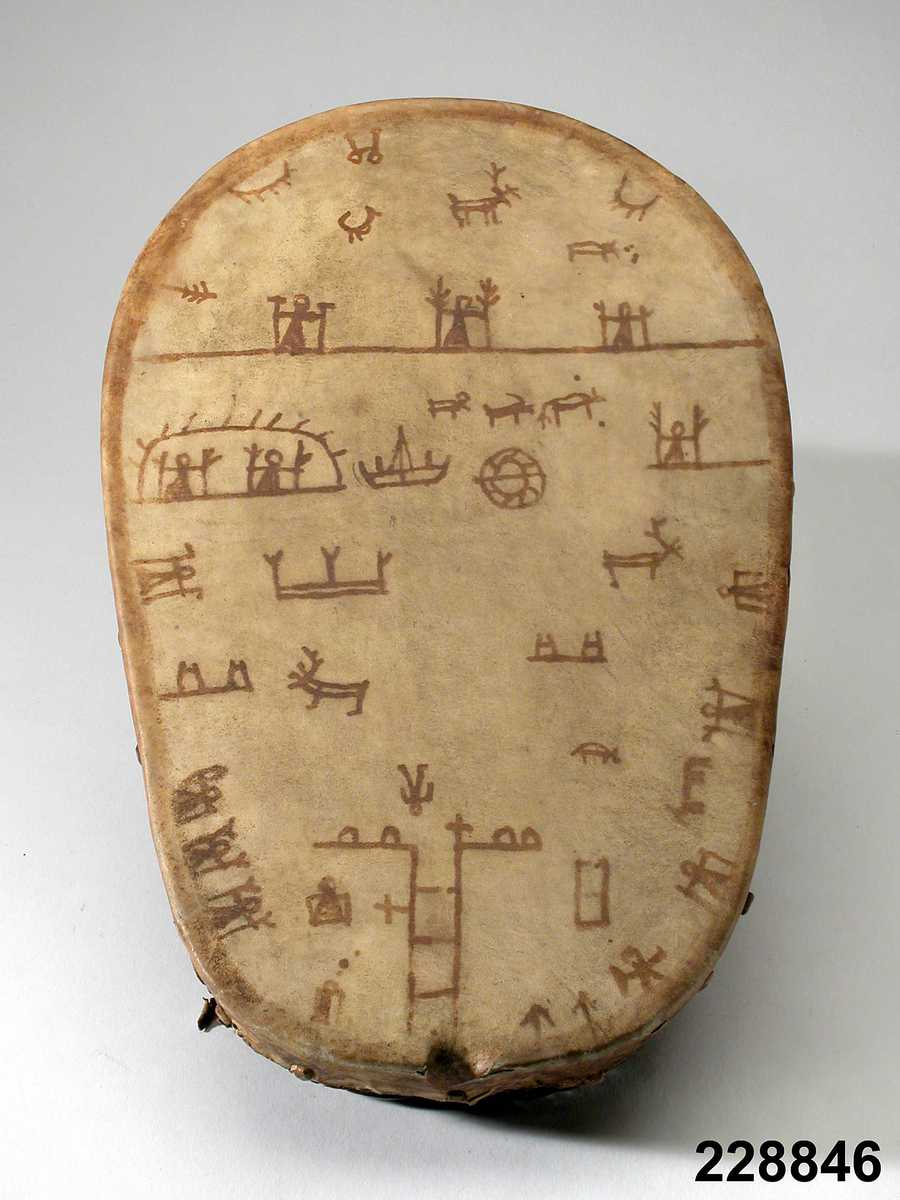
Samisk trumma från Luleå, 1693.

De missionerade prästerna var inte bekanta med trumman och såg på den med väldig skepsis. De ansågs istället av många präster vara ett djävulens redskap. Under 1720-talet uttryckte sig Henric Forbus som var präst i Sápmi på följande vis om de samiska trummorna:
O tu fördömde Trumma satans redskap och instrument, förbannade äro tina afmålade Gudar: förbannade tin ring och baja: förbannande tin hammar och trumkäpp: förbanna then som tienar tig med slag, och den som deraf sig betienar och låter slå ja alla de som samtyckia till sådant slag och spådom, och hafwa sin lust deraf. Hwart och ett slag som på tig skier, är och bliwfer dem ett satans slag i helfwete, ibland de fördömdas andar som dem skola slå pina och martera, att ingen bödell kan så plåga och handtära den, som i hans händer gifwen är: intet Ormestyng giör sådant ve: ingen Scorpion med sitt bett sådant qwahl: ingen ting i werldene uptänkias till sådant straff, om man än hehla werdsens plågor förenade kunde, sosom de fördömdas pina och plåga i helfwetit är.
Samma man, Henric Forbus som uttryckt sitt starka ogillande för de samiska trummorna, föreslog också att staten skulle ta bort dödsstraff för samer som utövade sin traditionella religion. Detta för att kunna lära sig så mycket som möjligt om den samiska religionen.
En allvarlig konsekvens av kyrkans påtryckningar ledde till att samen Lars Nilsson år 1693 dömdes till döden och avrättades efter att ha använt en samisk trumma. Nilsson hade använt trumman i ett försök att få liv i sitt drunknade barnbarn.
Thomas von Westen, den norska lappmissionens ledare, anses ha haft den största samlingen, vilka skickades till Det Kongelige Vajsenhus men olyckligtvis förstördes de i den stora eldsvådan 1728 i Köpenhamn.[källa behövs]